# أو. بي بهات
أو. بي بهات (بالإنجليزية: O. P. Bhatt) هو مصرفي هندي، ولد في 7 مارس 1951 في دهرادون في الهند.